# Ferrovia ad alta velocità Madrid-Siviglia
La ferrovia ad alta velocità Madrid–Siviglia (chiamata anche NAFA, acronimo di Nuevo Acceso Ferroviario a Andalucía) è una linea ferroviaria spagnola che connette le città di Madrid e Siviglia.

## Storia
L'11 ottobre 1986 il governo spagnolo prese la decisione di costruire un nuovo collegamento ferroviario tra la capitale e Siviglia, in sostituzione del precedente divenuto ormai obsoleto e inadeguato; si decise di realizzare la ferrovia secondo gli standard avanzati di costruzione concepiti per l'alta velocità, quindi tragitti più possibile rettilinei (facendo largo uso di trincee, gallerie e viadotti) con ampi raggi di curvatura, assenza di passaggi a livello e di altri elementi potenzialmente problematici per la marcia dei treni. Queste innovazioni erano già diventate realtà quotidiane in Giappone (il Tōkaidō Shinkansen fu inaugurato nel 1964, seguito da altre linee nel 1971 e nel 1982) ed erano state sperimentate con successo anche in Europa dalla direttissima Firenze-Roma italiana (1977), dai TGV francesi (1981) e in fase di sperimentazione e costruzione in Germania, per i sistemi di segnalamento gli ingegneri spagnoli si affidarono a quelli tedeschi. Il 23 dicembre 1988 furono ordinati i primi 24 treni, basati sui TGV francesi di terza generazione, i convogli vennero consegnati a partire dal 10 ottobre 1991.
Nel dicembre del 1988 si scelse di optare per lo scartamento standard in luogo dello scartamento largo tipico spagnolo.
La costruzione iniziò il 16 marzo 1989 e perdurò per 33 mesi, l'inizio del servizio commerciale avvenne il 21 aprile 1992 e già nelle prime settimane di esercizio il nuovo servizio superò i 20.000 utilizzatori con una percentuale di utilizzo dell'81%.
I primi servizi non-stop impiegavano 2 ore e 45 minuti per percorrere la linea, con l'introduzione di materiale rotabile più moderno il tempo è stato portato alle attuali 2 ore e 20 minuti.
Nel 2007 è stata inaugurata una diramazione da Cordova per Málaga.

## Caratteristiche tecniche
La linea è lunga 471,8 km, di questi 16 in gallerie e 10 distribuiti in 31 viadotti. Il raggio di curvatura è 4.000 m tuttavia sono presenti eccezioni con raggio di 3.250 e un tratto tra Adamuz e Villanueva ha un raggio di curvatura di 2.300 m a causa delle difficoltà orografiche del territorio. L'intera linea è a doppio binario banalizzata ed elettrificata 1 x 25 kV 50 Hz CA, la pendenza massima con cui la linea è stata costruita è del 12,5 per mille (anche qui sono presenti eccezioni che arrivano a 13,25 per mille) lo scartamento è quello standard (1435 mm) e in ossequio alle norme dell'Unione europea è attrezzata con ERTMS. Su tutta la linea sono possibili comunicazioni terra-treno con il sistema GSM-R.

### Percorso
|  | Unknown route-map component "exCONTg" |

|  | Unknown route-map component "KBHFxa" |

| Unknown route-map component "d" | Unknown route-map component "ABZgl" | Unknown route-map component "dCONTfq" |

| Unknown route-map component "d" | Unknown route-map component "eABZg+l" | Unknown route-map component "exdCONTfq" |

| bypass Siviglia-Barcellona |
| per Valdemingomez          |

|  | Track change |

|  | Track change |

| Unknown route-map component "d" | Unknown route-map component "eABZgl" | Unknown route-map component "exdCONTfq" |

|  | Track change |

| Unknown route-map component "dCONTgq" | Unknown route-map component "ABZgr" | Unknown route-map component "d" |

| La Sagra Junction |
| per Toledo        |

|  | Unknown route-map component "hbKRZWae" |

|  | Track change |

|  | Unknown route-map component "YRD" |

|  | Track change |

|  | Unknown route-map component "YRD" |

|  | Track change |

|  | Track change |

|  | Stop on track |

|  | Unknown route-map component "hSTRae" |

| Airport | Unknown route-map component "eINT" |  |

| Ciudad Real     |
| Central Airport |

|  | Unknown route-map component "YRD" |

|  | Stop on track |

|  | Track change |

|  | Unknown route-map component "YRD" |

|  | Unknown route-map component "YRD" |

|  | Unknown route-map component "hbKRZWae" |

|  | Stop on track |

|  | Track change |

|  | Enter and exit short tunnel |

|  | Enter and exit short tunnel |

|  | Track change |

|  | Unknown route-map component "hbKRZWae" |

|  | Stop on track |

| Unknown route-map component "d" | Unknown route-map component "emABZgl" | Unknown route-map component "uexdCONTfq" |

| per Málaga            |
| (scartamento iberico) |

|  | Unknown route-map component "hbKRZWae" |

| Unknown route-map component "d" | Unknown route-map component "ABZgl" | Unknown route-map component "dCONTfq" |

|  | Track change |

|  | Unknown route-map component "YRD" |

|  | Track change |

|  | Unknown route-map component "YRD" |

|  | Unknown route-map component "hbKRZWae" |

|  | Unknown route-map component "YRD" |

|  | Non-passenger station/depot on track |

| Unknown route-map component "udCONTgq" | Unknown route-map component "mABZgr" | Unknown route-map component "d" |

| per Majarabique       |
| (scartamento iberico) |

|  | End station |